# Alan Smith (Bischof)

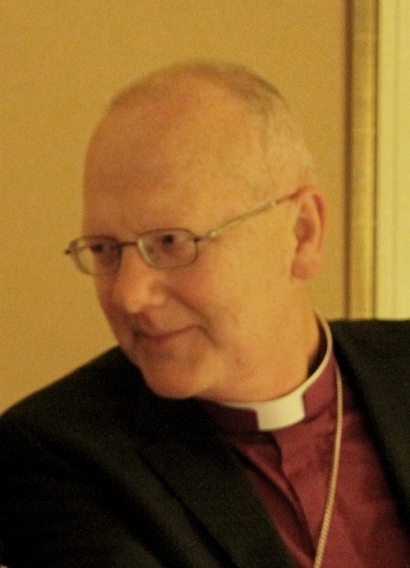
Bischof Alan Smith (2011)

Alan Gregory Clayton Smith (* 14. Februar 1957) war von 2009 bis zu seinem Ruhestand im Mai 2025 der zehnte Bischof der 1877 gegründeten Diözese St Albans der Church of England.

## Leben
Smith studierte an der Universität Birmingham und der University of Wales. Nach der Ordination 1981 war er in verschiedenen Gemeinden tätig. 2001 wurde er als „Bischof von Shrewsbury“ Suffraganbischof in der Diözese Lichfield und empfing die Bischofsweihe. 2002 erwarb er den Doktorgrad. Am 19. September 2009 wurde er als Diözesanbischof von St. Albans eingeführt.
Ein Schwerpunkt seiner Arbeit ist Leben und Glauben im ländlichen Raum.
Smith gehört zu der Gruppe von zehn anglikanischen Bischöfen, die sich im Frühjahr 2011 für das Alternative Vote bei der Wahl der Mitglieder des House of Commons und somit für die Reform des ausschließlichen Mehrheitswahlrechts aussprachen.
Am 3. Oktober 2013 wurde Smith in seiner Funktion als Bischof von St. Albans als Geistlicher Lord Mitglied des House of Lords. Am 4. November 2013 wurde er, mit Unterstützung von Jonathan Gledhill, dem Bischof von Lichfield, und Christopher Hill, dem Bischof von Guildford, offiziell ins House of Lords eingeführt.
Im Januar 2025 gab Smith bekannt, dass er im Mai 2025 in den Ruhestand gehen werde. Am 18. Mai 2025 wurde er in einem Gottesdienst aus dem Amt verabschiedet.

## Schriften (Auswahl)
- Growing up in Multifaith Britain: Explorations in Youth, Ethnicity and Religion, 2007
- God-Shaped Mission: A Perspective from the Rural Church, 2007